# FC Minsk
FC Minsk este o echipă de fotbal din Minsk, Belarus.

## Jucători notabili
- Artur Saakyan
- Andrey Khachaturyan

- Aleksey Dobrovolski
- Pavel Yawseenka
- Dmitri Gulevich
- Denis Karbanovich
- Mikhail Kolyadko
- Aleksey Kozlov
- Dmitri Labetski
- Mihail Litvinchuk
- Andrey Lyasyuk
- Dzyanis Parechyn
- Sergey Petrikeev
- Vladimir Yurkevich